# Blanktjärnen (Vemdalens socken, Härjedalen)
Blanktjärnen är en sjö i Härjedalens kommun i Härjedalen som ingår i Ljungans huvudavrinningsområde. Sjön har en area på 0,0702 kvadratkilometer och ligger 779,2 meter över havet. Blanktjärnen ligger i Henvålen-Aloppan Natura 2000-område.

## Delavrinningsområde
Blanktjärnen ingår i det delavrinningsområde (696145-137904) som SMHI kallar för Ovan None. Medelhöjden är 722 meter över havet och ytan är 10,49 kvadratkilometer. Det finns inga avrinningsområden uppströms utan avrinningsområdet är högsta punkten. Ringbrynnsbäcken som avvattnar avrinningsområdet har biflödesordning 3, vilket innebär att vattnet flödar genom totalt 3 vattendrag innan det når havet efter 302 kilometer. Avrinningsområdet består mestadels av skog (92 procent). Avrinningsområdet har 0,07 kvadratkilometer vattenytor vilket ger det en sjöprocent på 0,7 procent.